# Alastis
Alastis byla švýcarská gothic/black metalová kapela založená v roce 1987 ve městě Conthey pod názvem Fourth Reich (čtvrtá říše). V roce 1989 došlo k přejmenování na Alastis. Kapela se nebránila ani označení své tvorby pojmem dark metal.
První demo Fatidical Date vyšlo v roce 1989 (pod názvem Fourth Reich), první studiové album s názvem The Just Law vyšlo v roce 1992 u vydavatelství Head Not Found. Poslední nahrávku s názvem Unity vydala kapela v roce 2001, v roce 2004 se rozpadla.

## Diskografie

### Dema
- Fatidical Date (1989) – pod názvem Fourth Reich
- Black Wedding (1990)
- Promo 1991 (1991)

### Studiová alba
- The Just Law (1992)
- ...and Death Smiled (1995)
- The Other Side (1997)
- Revenge (1998)
- Unity (2001)